# Plectoptera pulicaria
Plectoptera pulicaria är en kackerlacksart som beskrevs av Henri Saussure och Leo Zehntner 1893. Plectoptera pulicaria ingår i släktet Plectoptera och familjen småkackerlackor. Inga underarter finns listade i Catalogue of Life.